# Ташаринский сельсовет
Ташаринский сельсовет — сельское поселение в Мошковском районе Новосибирской области Российской Федерации.
Административный центр — село Ташара.

## История
Статус и границы сельского поселения установлены Законом Новосибирской области от 2 июня 2004 года № 200-ОЗ «О статусе и границах муниципальных образований Новосибирской области»

## Население
| 2002  | 2010  | 2012  | 2013  | 2014  | 2015  | 2016  |
| ----- | ----- | ----- | ----- | ----- | ----- | ----- |
| 3827  | ↘3398 | ↘3342 | →3342 | ↘3334 | ↘3306 | ↗3398 |
| 2017  | 2018  | 2019  | 2020  | 2021  |       |       |
| ↗3467 | ↘3459 | ↘3425 | ↘3424 | ↘3372 |       |       |

## Состав сельского поселения
| № | Населённый пункт | Тип населённого пункта       | Население |
| - | ---------------- | ---------------------------- | --------- |
| 1 | Сарачевка        | деревня                      | ↘165      |
| 2 | Ташара           | село, административный центр | ↘3058     |
| 3 | Умрева           | деревня                      | ↘175      |

### Упразднённые населённые пункты
Ключевской —  упразднённый в 1971 году посёлок.